# Skip school, start fights
Skip school, start fights es el segundo álbum de estudio de la banda estadounidense Hit the Lights. Es el primer lanzamiento con Nick Thompson como vocalista. Fue lanzado el 8 de julio de 2008.

## Lista de canciones
Todas las canciones escritas y compuestas por Hit the Lights. 
| Skip school, start fights |                          |          |  |
| N.º                       | Título                   | Duración |  |
| 1.                        | «Count It!»              | 1:01     |  |
| 2.                        | «Breathe In»             | 3:06     |  |
| 3.                        | «Stay Out»               | 3:46     |  |
| 4.                        | «Drop the Girl»          | 3:20     |  |
| 5.                        | «Tell Me Where You Are»  | 4:02     |  |
| 6.                        | «Heng Em' High»          | 2:54     |  |
| 7.                        | «Back Breaker»           | 3:25     |  |
| 8.                        | «Don't Wait»             | 3:36     |  |
| 9.                        | «Cry Your Eyes Out»      | 3:07     |  |
| 10.                       | «Statues»                | 3:03     |  |
| 11.                       | «Say What You Wanna Say» | 3:11     |  |
| 12.                       | «Wide Awake»             | 3:12     |  |
| 13.                       | «On and On»              | 2:55     |  |

## Créditos y personal
- Hit the Lights:
  - Nick Thompson: voz, guitarra
  - David Bermosk: bajo eléctrico
  - Nathan Van Dame: batería
  - Omar Zehery: guitarra
- Rob Freeman: productor
- Kenneth Mount: mezclas
- Alex Gaskarth, Shane Henderson: voces extra

Fuente: Allmusic